# Контор
Контори су представљали трговачке канцеларије Ханзеатске лиге које су се налазиле ван територија чланица лиге, и преко њих се одвијала међународна трговина са градом и државом у којем су се налазили. Реч контор долази из норвешког језика и означава канцеларију, док се у холандском језику за исти појам користила реч kantoor.
У оквиру сваког контора налазио се већи број комерцијалних грађевина попут трговина и складишта за робу, али и стамбене јединице за трговце, верски објекти, неретко и школе. 
Неки од најпознатијих и најзначајнијих контора Ханзеатске лиге налазили су се у Лондону (Стилјард), Ипсвичу, Брижу, Бергену (контор Бриген) и Великом Новгороду (контор Петерхоф). У другим мањим лучким градовима налазиле су се углавном мање трговине и складишта преко којих су се контори снабдевали робом. 
Данашњи Бергенски контор налази се на Унесковој листи светског наслеђа. 